# Cryptocarya pallens
Cryptocarya pallens är en lagerväxtart som beskrevs av Kostermans. Cryptocarya pallens ingår i släktet Cryptocarya och familjen lagerväxter. Inga underarter finns listade i Catalogue of Life.